# Розмітка (фільм)
«Розмітка» — фільм 2007 року.

## Зміст
У головного героя цілком непогані перспективи після навчання закордоном, є дівчина, з якою він збирається пов'язати своє життя, хороша сім'я. Однак з батьками він свариться, а все навколишнє здається йому досить відстороненим і не таким, як повинно б бути. І ось він прямує по трасі разом із нареченою в селище, де живуть його родичі, але відбувається подія, що докорінно змінює все.